# Faun (band)
Faun is een Duitse pagan folk-band, uit Gräfelfing bij München, opgericht in 1999. De band bestaat uit de leden Oliver s. Tyr, Fiona Rüggeberg, Stephan Groth, Laura Fella, Rüdiger Maul en Niel Mitra.
De band combineert middeleeuwse en andere historische instrumenten met moderne invloeden om een betoverende en krachtige atmosfeer te creëren. Hun muziek heeft invloeden van Keltische folk en middeleeuwse muziek, die vaak versmelten met meer eigentijdse, aanzwepende beats.
De bandleden bespelen vele instrumenten, waaronder de Keltische harp, draailier (hurdy-gurdy), de Zweedse nyckelharpa, diverse luiten, doedelzak en vele trommels (zoals grote Japanse taiko-trommels), fluiten, citer en nog veel meer. De zangstukken variëren van solo folk-achtig met vaak ambient-melodieën tot chant-achtig. De stemmen van de twee zangeressen en frontman Oliver s. Tyr worden in veel nummers gecombineerd, met de bedoeling een soort magisch effect te creëren.

## Bezetting

### Huidige bandleden
- Oliver "SaTyr" Pade
- Niel Mitra
- Rüdiger Maul
- Laura Fella (vanaf 2017)
- Stephan Groth (vanaf 2012)
- Adaya Lancha Bairacli (vanaf 2020)

### Voormalige bandleden
- Fiona Rüggeberg (2003–2020)
- Katja Moslehner (2013–2017)
- Rairda (2010–2012)
- Sandra Elflein (2008–2010)
- Elisabeth Pawelke (2001–2008)
- Werner Schwab (1999–2001)
- Birgit Muggenthaler (1999–2001)
- Sonja Drakulich (2012–2013)

## Cd's en dvd's

### Cd's
- Zaubersprüche (2002)
- Licht (2003)
- Renaissance (2005)
- Totem (2007)
- FAUN & The Pagan Folk Festival - Live [feat. Sieben & In Gowan Ring] (2008)
- Buch der Balladen [Faun acoustic] (2009)
- Eden (2011)
- Von den Elben (2013)
- Luna (2014)
- Luna - Live und Acoustic in Berlin (2015)
- Midgard (2016)
- Märchen & Mythen (2019)
- Pagan (2022)

### Dvd's
- Lichtbilder (2004)
- Ornament (2007)